# Vîra Ballâla II
Vîra Ballâla II ou Veera Ballala II (Kannada : ವೀರ ಬಲ್ಲಾಳ) est le plus grand des monarques Hoysala. Fils de Narasimha Ier, il règne de 1173 à 1220. En 1193, il profite du déclin des Chalukya pour proclamer son indépendance.